# Provincia de Bến Tre
Ben Tre (en vietnamita: Bến Tre) fue una de las provincias que conformaban la organización territorial de la República Socialista de Vietnam. Existió desde 1976 hasta su fusión con la provincia de Vĩnh Long en 2025.

## Geografía
Ben Tre se localiza en la región del Delta del Río Mekong (Đồng bằng sông Cửu Long). La provincia mencionada posee una extensión de territorio que abarca una superficie de 2.321,6 kilómetros cuadrados.
La provincia de Ben Tre tiene forma de abanico, con una punta en el norte, y está atravesada por un intrincado sistema de canales y riachuelos.
- Por el este limita con el Mar del Este, con una longitud de costa de 65 km.[2]
- Por el oeste y el sur limita con las provincias de Vinh Long y Tra Vinh, cuyo límite es el río Co Chien.
- Por el norte limita con la provincia de Tien Giang, cuyo límite es el río Tien.

Los puntos extremos de la provincia de Ben Tre son:
- El punto más oriental se encuentra en la longitud 106º48' Este.
- El punto más occidental se encuentra en la longitud 105º57' Este.
- El punto más al sur se encuentra en la latitud 10º20' Norte.
- El punto más al norte de Ben Tre se encuentra en la latitud 9º48' Norte.

La provincia de Ben Tre tiene una superficie natural de 2.360 km² y está situada en tres islas: la isla An Hoa, la isla Bao y la isla Minh. Debido a la acumulación de sedimentos de los cuatro brazos del río Mekong (incluidos los ríos Tien de 83 km, Ba Lai de 59 km, Ham Luong de 71 km y Co Chien de 82 km), la tierra es fértil y rica en nutrientes, lo que favorece el crecimiento de una abundante vegetación y cultivos frutales.

## Demografía
La población de esta división administrativa es de 1.305.281 personas (según las cifras del censo realizado en el año 2024). Estos datos arrojan que la densidad poblacional de esta provincia es de 582,14 habitantes por cada kilómetro cuadrado.

## Economía
Ben Tre es conocida como la "capital del coco" de Vietnam, siendo este fruto fundamental en su economía.
Además del coco, la provincia produce una variedad de frutas tropicales como mangostán, durian, rambután y guanábana. También se cultivan arroz y caña de azúcar, especialmente en las regiones de Hàm Luông y Mỏ Cày.
Hasta 2021, Ben Tre ocupa el puesto 28 en cuanto a población dentro de las unidades administrativas de Vietnam, el puesto 46 en términos de Producto Bruto Regional (GRDP), el puesto 56 en GRDP per cápita y el puesto 48 en la tasa de crecimiento del GRDP. La población de Ben Tre en ese año era de 1.288.200 personas, con un GRDP de 60.035 mil millones de dong (equivalente a 2,83 mil millones de USD), un GRDP per cápita de 45,1 millones de dong (equivalente a 1.924 USD) y una tasa de crecimiento del GRDP del 7,85%.